# Slottsskrivare
Slottsskrivare var anställd vid ett slott och bokförde slottets räkenskaper.